# Condado de Nueva Madrid
El condado de Nueva Madrid[cita requerida] (en inglés: New Madrid County), es un condado del estado de Misuri, en Estados Unidos. Toma su nombre de la ciudad de Madrid, capital de España, debido a que los españoles (y también los franceses) colonizaron el territorio.

## Historia
El condado de Nueva Madrid se estableció como tal en el año 1812. El año anterior había comenzado una devastadora serie de terremotos (con hasta mil réplicas) que culminaron el 7 de febrero de 1812, cuando un terremoto de 7.0 en la Escala de Richter pudo sentirse de manera muy fuerte en un área de unos 130.000 kilómetros cuadrados. Este terremoto provocó la modificación del curso del río Misisipi y provocó importantes inundaciones al desbordarse éste. 
A partir de 1822 la sede el condado se estableció en la localidad de Nueva Madrid.

## Geografía
Según la Oficina del Censo de EE. UU. el condado tiene un área total de 1.808 km², de los que 52 km² corresponden a ríos y lagos. 
El condado de Nuevo Madrid se encuentra al sudoeste del estado de Misuri, y limita con los estados de Tennessee y Kentucky.

## Demografía
Según el censo del año 2000, en el condado residían en ese año un total de 19.760 personas, de las que un 26,40% tenía menos de 18 años, un 8,5% entre 18 y 24, un 26,40% entre 24 y 44, un 23,20% entre 44 y 64 y, finalmente, un 15,50% tenía más de 65 años. La edad media del condado era de 37 años.
La densidad de población del condado era de 11 hab/km². La renta per cápita era de 14.204 dólares.

## Localidades
| - Canalou - Catron - Conran - Gideon - Howardville | - Kewanee - Lilbourn - Marston - Matthews - Morehouse | - Nueva Madrid - North Lilbourn - Parma - Portageville - Risco | - Sikeston - Tallapoosa |